# Intercommunale Kustreddingsdienst West-Vlaanderen

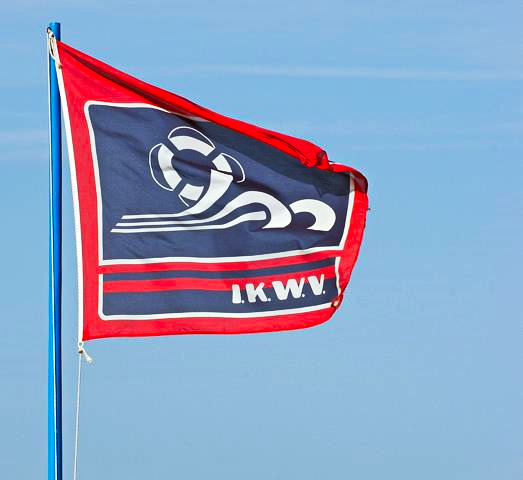

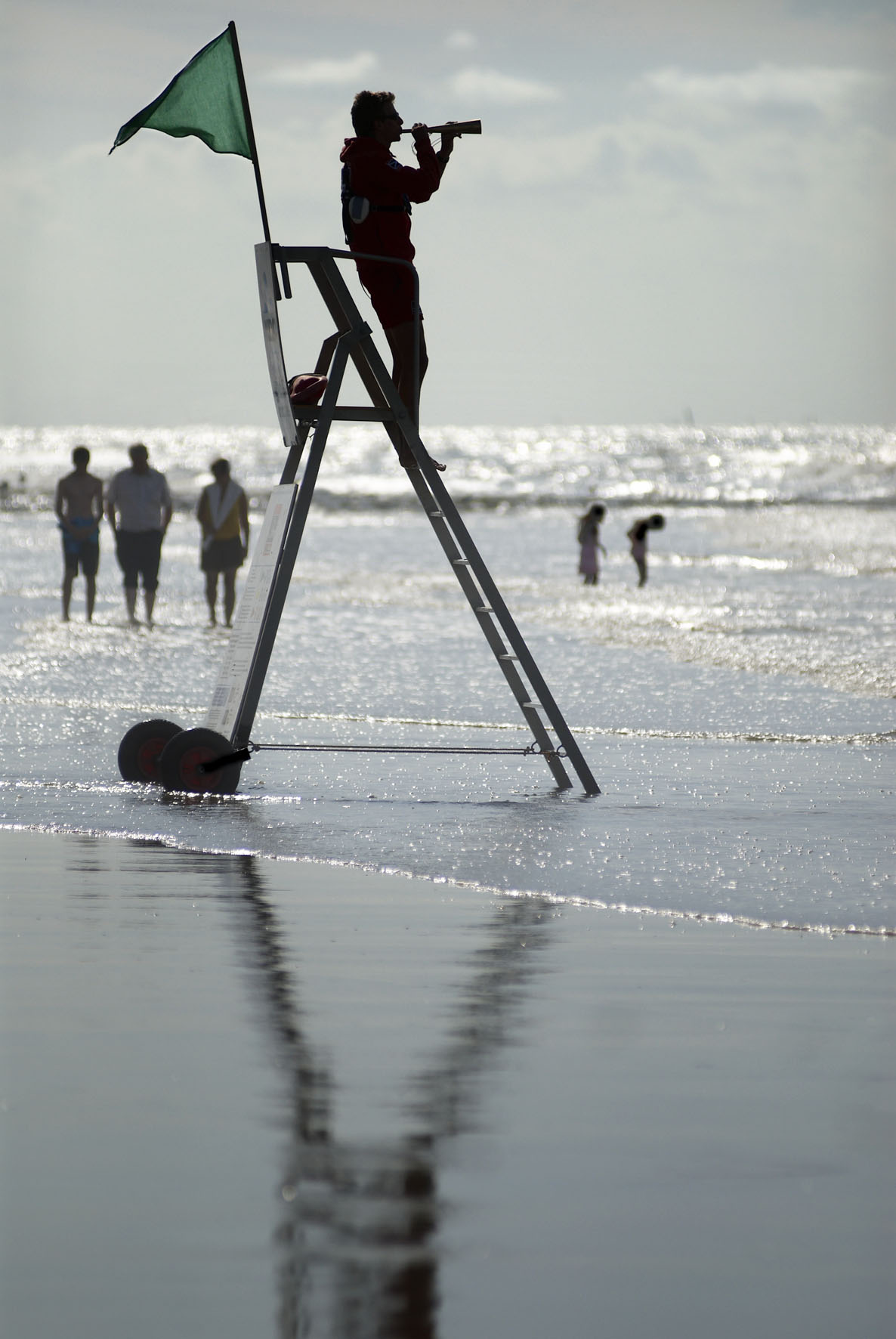
Rettungsschwimmer als Beobachtungsposten in Middelkerke

Der Intercommunale Kustreddingsdienst West-Vlaanderen (I.K.W.V.) ist der als Interkommunale organisierte Küstenrettungsdienst der zehn Küstengemeinden Belgiens. Er ist für die Sicherheit der Badegäste und Wassersportler verantwortlich. Der Hauptsitz des Rettungsdienstes befindet sich in der Gemeinde Koksijde.

## Rettungsschwimmer
Jede belgische Küstenstadt organisiert die Retterstaffel für die jeweiligen Badeorte. An der Spitze jeder Rettungsstaffel ist ein Hauptretter, der häufig von einem stellvertretenden Retter unterstützt wird. Jede Rettungsstaffel besitzt eine Basis an der Küste, in der Bereitschaftsretter bereitstehen und unter anderem auch die Ausrüstung gelagert wird.
Die Rettungsschwimmer sind in Zweier- bis Vierergruppen in regelmäßigen Abständen an über 34 Kilometer der belgischen Küste postiert. Insgesamt verfügt der Rettungsdienst über circa 82 Rettungsposten und circa 1400 Rettungsschwimmer. Jeder Rettungsschwimmer trägt ein Signalhorn und Signalflaggen bei sich, um Schwimmern zu signalisieren, dass sie sich in gefährlichem Gebiet befinden. Zu bestimmten Zeiten, z. B. während der Flut, fahren die Rettungsschwimmer mit ihren Booten und Jetskis zur Kontrolle entlang der Badezonen.

## Ausrüstung
Der Rettungsdienst ist mit Geländewagen, Rettungsbooten und einem Hubschrauber ausgestattet. Geländewagen und Rettungsboote werden in den I.K.W.V.-Zentren entlang der Küste untergebracht.

## Ausbildung
Die Rettungsschwimmer sind durch die WOBRA (Westflämisches Schulungszentrum für Feuer, Rettungs- und Krankenwagendienst) geschult. Alle Helfer sind im Besitz des Zertifikats Redder aan zee („Retter am Meer“). Ein Rettungsschwimmer am Strand muss nicht nur körperlich fit sein, sondern auch über Kenntnisse der Gesetzgebung, einsatztypische Gefahren, Materialien und Erste-Hilfe-Leistung verfügen. Das Mindestalter zur Ausbildung als Rettungsschwimmer beträgt 17 Jahre. Um das Zertifikat zu erhalten, muss der Rettungsschwimmer eine Prüfung bestehen, die aus mehreren Teilen besteht:
- Teil 1: Theorie
- Teil 2: Praxis (u. a. Schwimmen, Erste Hilfe)
- Teil 3: Eine Schwimmprüfung im Meer; hier werden die Fähigkeiten und Leistungen beim Rettungsschwimmen ausgewertet.

Es gibt vier Ausbildungszentren: die Provinz-Badeanstalten von Brügge und Kortrijk, das städtische Schwimmbad von Ostende und das städtische Schwimmbad von Koksijde. Die Bescheinigung Retter am Meer ist für eine Dauer von drei Jahren gültig. Danach müssen die Rettungsschwimmer eine erneute Prüfung bestehen, damit das Zertifikat weitere drei Jahre gültig ist.

## Abbildungen

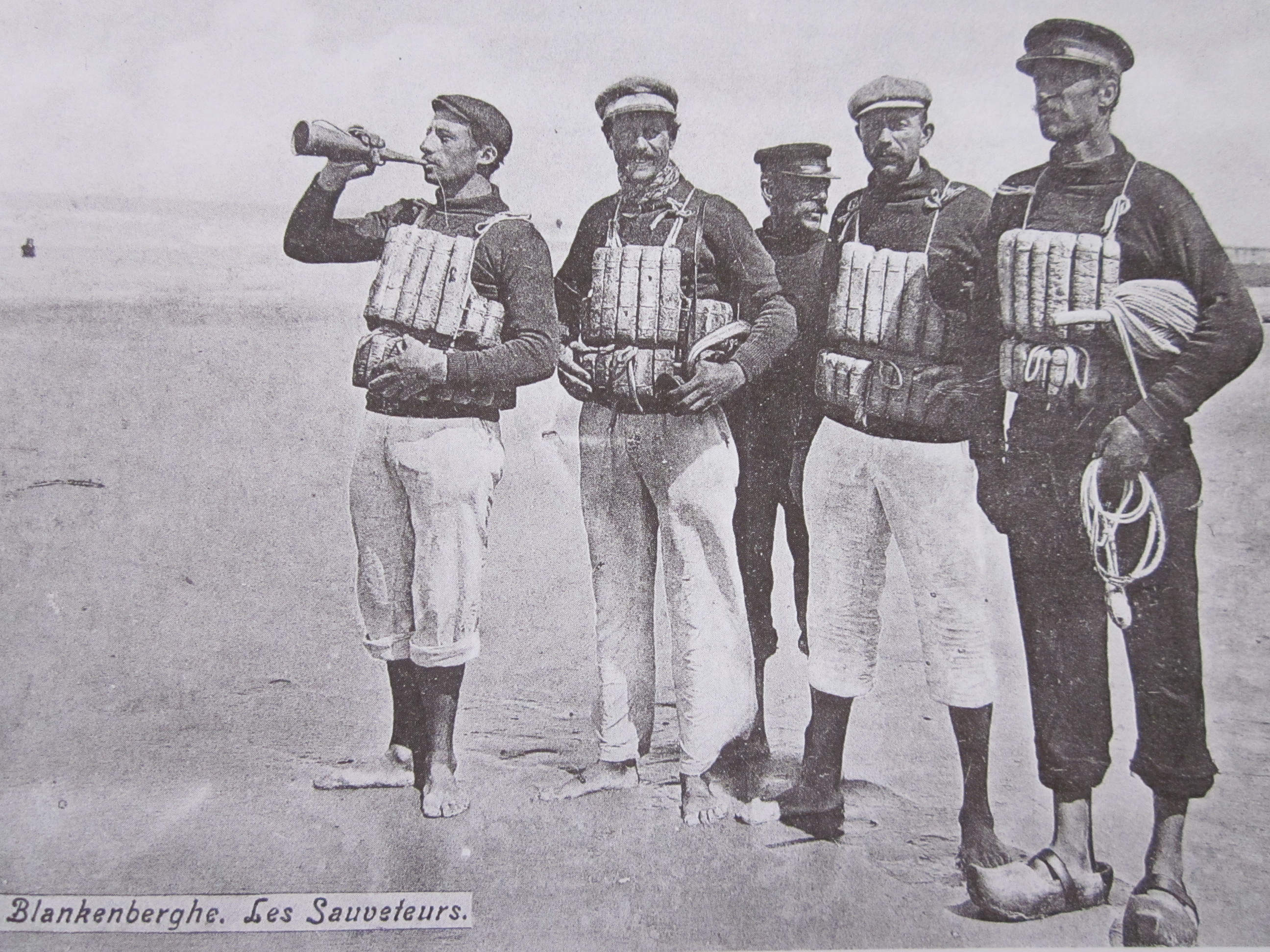
Rettungsschwimmer in Blankenberge (1910)
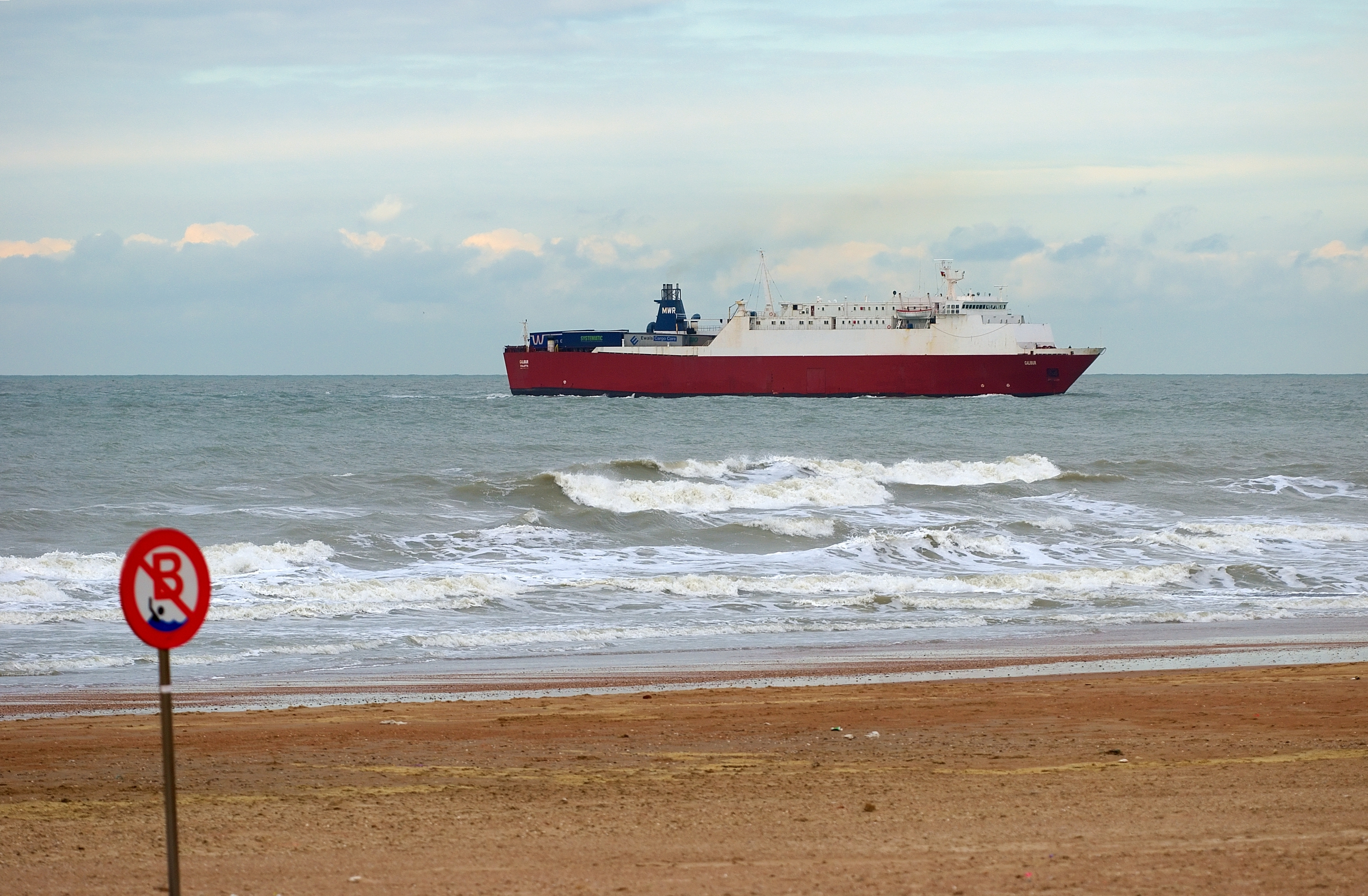
Kennzeichnung des Schwimmverbots (hier am Eingang zum Hafen von Ostende)
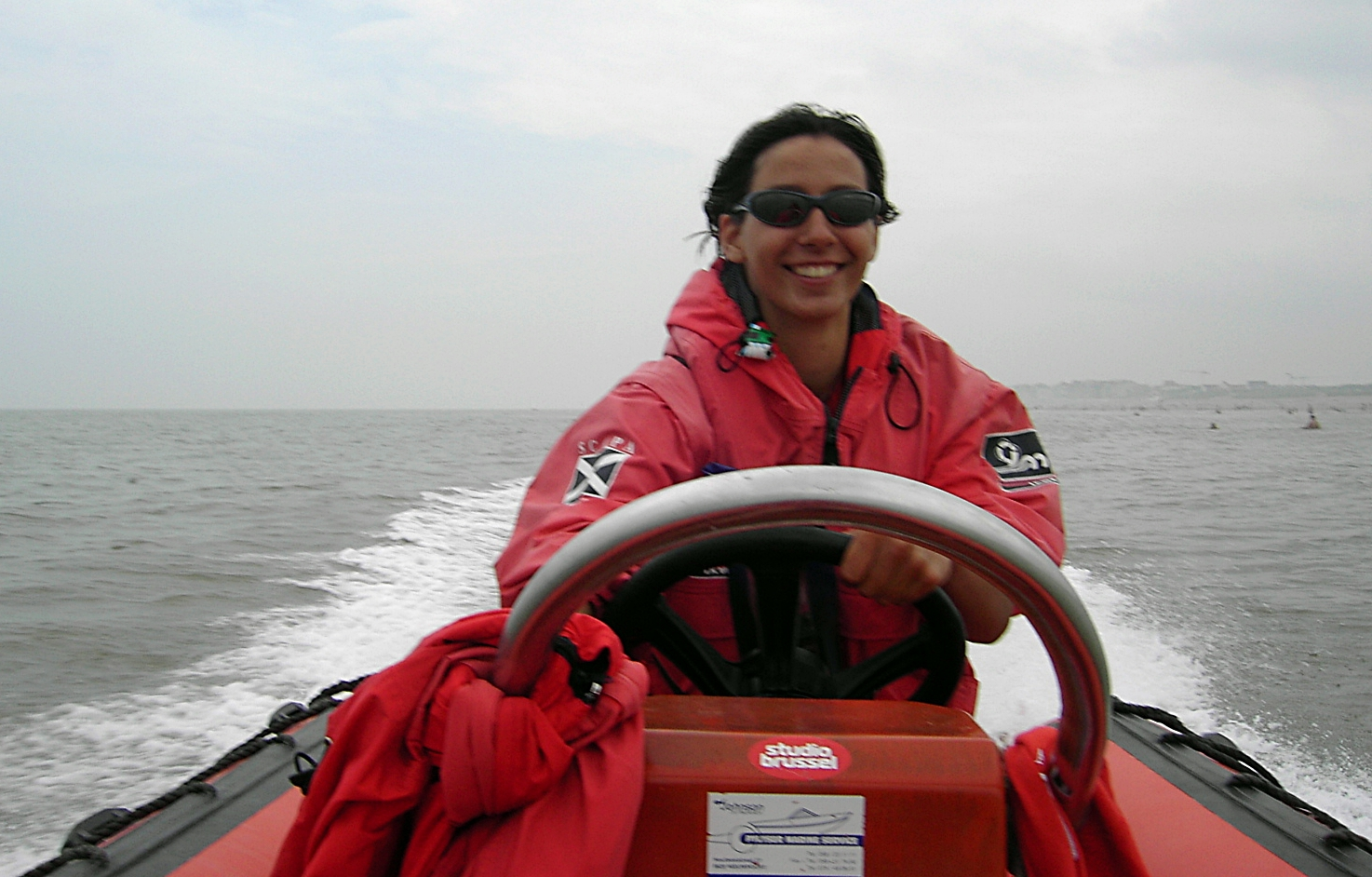
Rettungsboot im Einsatz in De Panne
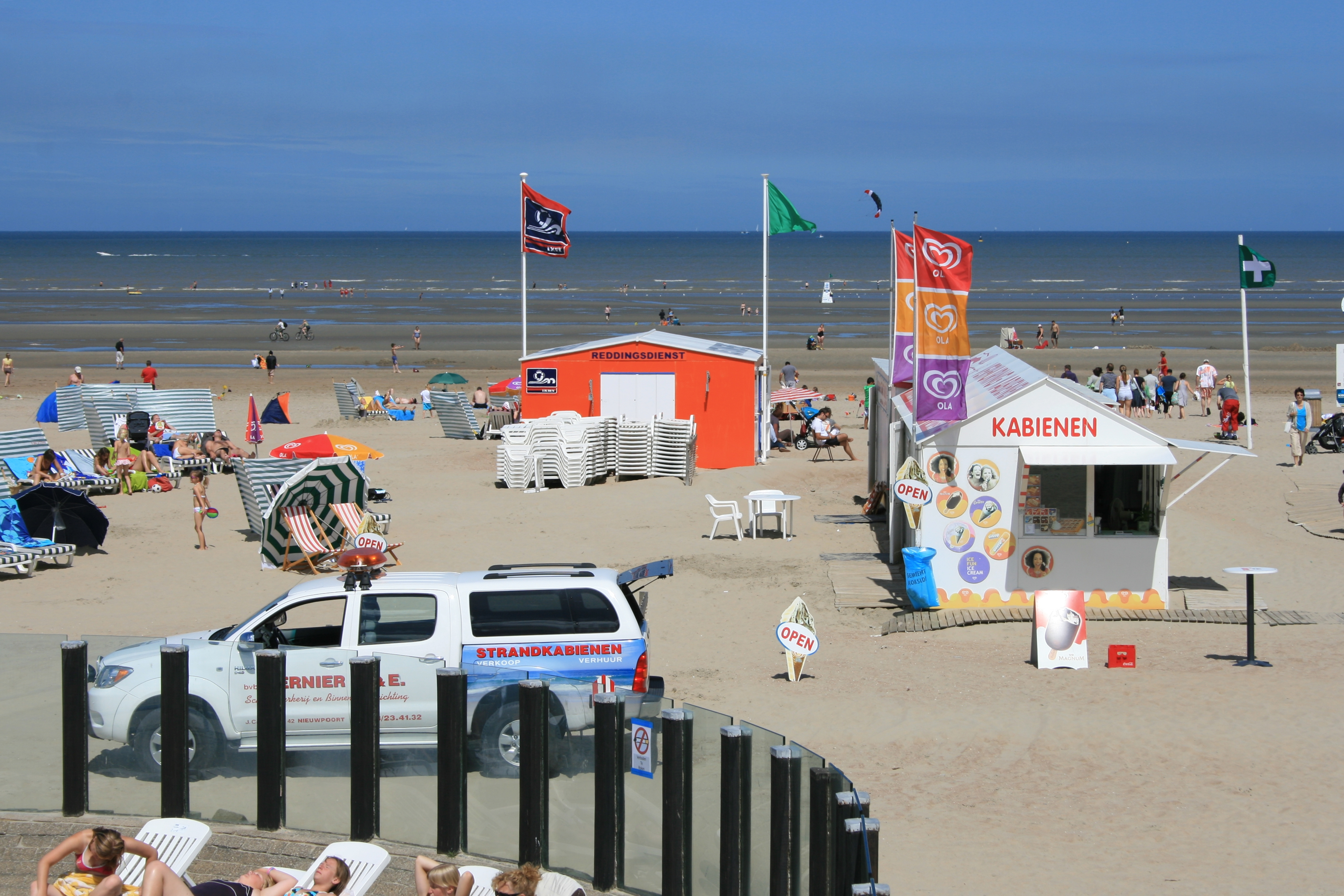
Rettungsposten am Strand von Oostduinkerke
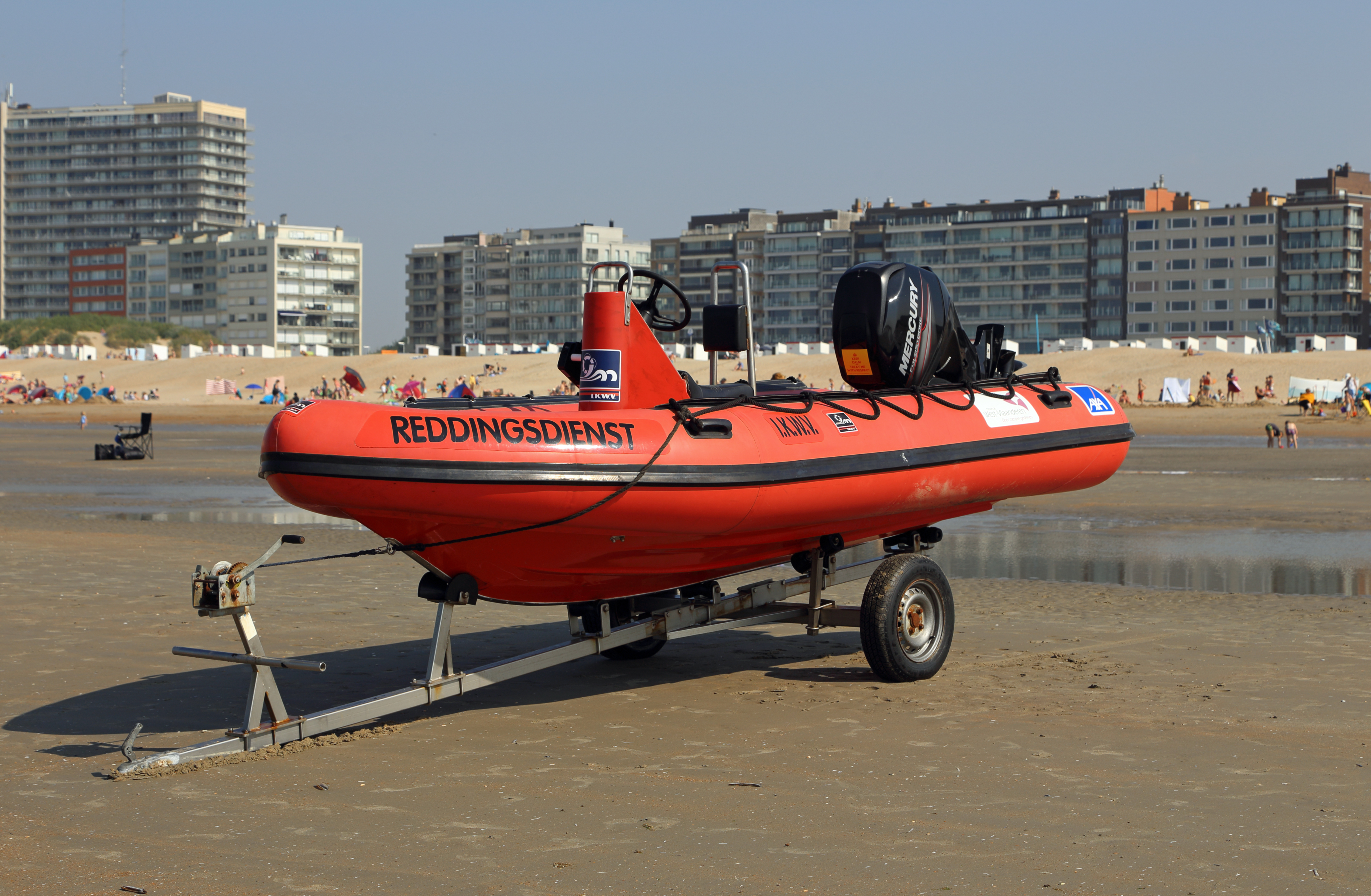
Rettungsboot am Strand von Oostduinkerke (Koksijde)